# Effingham (Kansas)
Effingham es una ciudad ubicada en el de condado de Atchison en el estado estadounidense de Kansas. En el año 2010 tenía una población de 546 habitantes y una densidad poblacional de 390 personas por km².

## Geografía
Effingham se encuentra ubicada en las coordenadas 39°31′22″N 95°23′55″O / 39.52278, -95.39861 (39.522774, -95.398633).

## Demografía
Según la Oficina del Censo en 2000 los ingresos medios por hogar en la localidad eran de $37,656 y los ingresos medios por familia eran $47,083. Los hombres tenían unos ingresos medios de $30,139 frente a los $20,000 para las mujeres. La renta per cápita para la localidad era de $14,505. Alrededor del 4.5% de la población estaban por debajo del umbral de pobreza.